# Dschinns
Dschinns ist der zweite veröffentlichte Roman der deutschen Schriftstellerin und Journalistin Fatma Aydemir. Der deutsch-kurdische Generationenroman ist im Februar 2022 im Carl Hanser Verlag erschienen.

## Inhalt

### Handlung
Dschinns spielt großteils zwischen Deutschland und der Türkei und erstreckt sich über eine Zeit von 30 Jahren. Der Roman handelt von der sechsköpfigen, deutsch-kurdischen Familie Yilmaz. Nachdem der Familienvater Hüseyin dreißig Jahre lang als Gastarbeiter bei einer deutschen Metallfabrik gearbeitet hat, erfüllt er sich in der Frühpension den Traum von einer Eigentumswohnung in der Türkei. Eine Woche bevor seine Frau Emine nachkommen soll, reist er an, um dort die Wohnung vorzubereiten. Am selben Tag jedoch erleidet er einen Herzinfarkt und stirbt an den Folgen. Um dieses Ereignis wird die Geschichte aufgebaut. Statt zur Besichtigung der neuen Wohnung, reist die Familie zur Beerdigung von Hüseyin an. Der Roman entfaltet sich anhand der Perspektiven der einzelnen Familienmitglieder. Der Romantitel spielt darauf an, dass es sich beim allwissenden Erzähler möglicherweise um eine Art Dschinn handelt. Die Erzählung springt dabei zwischen Vergangenheit und Gegenwart und erstreckt sich somit von 1970 bis 1999, dem Zeitpunkt von Hüseyins Tod. Neben Generationskonflikten und Streitigkeiten in der Familie spielen auch Themen wie Herkunft, Identität und Geschlecht eine zentrale Rolle.

### Personen
Das Buch ist in sechs Kapitel unterteilt, die jeweils einer Person in der Familie Yilmaz gewidmet sind. Die Reihenfolge des folgenden Abschnitts orientiert sich an der Anordnung der Kapitel im Buch.
Hüseyin
Hüseyin ist in seiner neuen Eigentumswohnung in Istanbul. Seit er im Frühjahr 1971 auf seinem Weg nach Süddeutschland eine Woche in Istanbul bei Familienmitgliedern verbracht hat hegt er den Traum in dieser Großstadt zu wohnen. Seine Frau Emine war bereits mit ihrem ersten Kind schwanger, als er sich aufmacht, um in der fiktiven deutschen Stadt „Rheinstadt“ Arbeit zu finden. Seine Erwartungen erfüllten sich nicht, er begann in einer Fabrik am Metallschmelzofen zu arbeiten und erst acht Jahre später kann er seine Familie zu sich nach Deutschland holen. Nachdem die Metallfabrik in Konkurs geht, bekommt er kein Attest für die Frühpension und muss deswegen weitere fünf Jahre bei einer Kartonfirma arbeiten. Als er genug angespart hat, geht er nach 28 Jahren Arbeit in Deutschland in die Frührente und kauft sich eine Wohnung in Istanbul. Seine Familie soll eine Woche nach ihm anreisen, um den Sommer in der Türkei zu verbringen. Hüseyin steht zufrieden und glücklich in seinem Apartment, als er einen Schmerz in seiner Brust spürt. Er kann gerade noch nach der Nachbarin rufen, bevor er realisiert, dass er stirbt.
Ümit
Ümit ist mit 15 Jahren das jüngste Kind Hüseyins. Er ist überfordert mit dem plötzlichen Tod seines Vaters. Zusammen mit seiner Mutter Emine und seiner Schwester Peri reist er per Flugzeug nach Istanbul. Während seine Mutter und Schwester offensichtlich aufgebracht sind, macht er sich Gedanken darüber, warum er nicht so trauern kann wie sie. Überfordert von den vielen Menschen, die in der neuen Wohnung auf ihn warten, zieht er sich in seine Gedanken zurück. So erfährt man von Ümits Leben in Deutschland. Er spielt Fußball und ist in einen Kollegen aus der Mannschaft verliebt. Als sein Trainer davon erfährt, schickt er ihn zur Therapie, zu einem gewissen Dr. Schumann. Dieser versucht Ümit auszureden, dass er homosexuell ist und analysiert seine Beziehung zu seiner Familie, insbesondere zu Hüseyin. Zurück in der Gegenwart fährt die Familie ins Krankenhaus, um Hüseyins Körper zu holen und zur Beerdigung zu bringen. Ümit nimmt mehrere Pillen, die ihm als Behandlungsmittel von Dr. Schumann verschrieben wurden und sieht anschließend alles nur noch benebelt vor sich. Am Ende des Kapitels sieht Ümit die Leiche seines Vaters, woraufhin er ohnmächtig wird.
Sevda
Sevda ist die Älteste der Geschwister. Sie hat zwei Kinder und ist Restaurantbesitzerin in einer kleinen Stadt in Deutschland. Als ihre Mutter und Geschwister zu Hüseyin nach Deutschland zogen, wurde sie zunächst bei ihren Großeltern in der Türkei zurückgelassen. Erst zwei Jahre nach ihrer Familie reiste auch sie nach Deutschland, als sie bereits 16 Jahre alt war. Nachdem sie die ersten Monate nur bei ihren Eltern in der Wohnung verbracht hatte, darf sie auf ihr Bitten hin einen Deutschkurs besuchen. Sie investiert viel Zeit in den Kurs mit dem Ziel von ihrer Familie wegzukommen. Diese wollen stattdessen Sevda verheiraten und arrangieren mehrere Treffen mit befreundeten Familien. Ihsan, den Cousin eines befreundeten Ehepaares ihrer Eltern, findet Sevda sympathisch und nach einigen Treffen wird die Verlobung beschlossen. Kurz nach Sevdas 18. Geburtstag heiraten die beiden und ziehen in seine Eigentumswohnung in der fiktiven deutschen Kleinstadt Salzhagen. Sevda fühlt sich dort sehr einsam und Ihsan erlaubt ihr nicht, den Hauptschulabschluss zu machen, da er es für überflüssig hält. Er selbst ist kaum zuhause, da er untertags in einer Fabrik arbeitet und nach der Arbeit mit seinen Kollegen unterwegs ist. Mit den Geburten ihrer zwei Kinder verfliegt Sevdas Langeweile und es stört sie auch nicht länger, dass Ihsan nie zuhause ist. Sobald beide Kinder in den Kindergarten gehen, sucht sich Sevda einen Job in der Wäscherei. Als sie eines Abends nach der Arbeit nachhause kommt, steht ihr Wohnhaus in Flammen. Die Brandursache ist unklar. Später vermutet Sevda, dass es Brandstiftung mit fremdenfeindlichem Motiv war. Eigentlich hätte Ihsan auf die Kinder aufpassen sollen, doch zu dem Zeitpunkt des Brandes waren sie alleine zuhause und wurden von einem Nachbarn gerettet. Sevda zieht mit den Kindern daraufhin für mehrere Wochen zu ihren Eltern, bis Ihsan eine neue Unterkunft für sie gefunden hat. Bei ihrer Familie, beschließt sie ihn zu verlassen. Ihre Eltern wollen jedoch, dass sie zu ihm zurückkehrt und beschließen gegen Sevdas Willen, dass sie mit den Kindern in die neue Wohnung ziehen soll, die Ihsan ausgesucht hat. Es ist das letzte Mal, dass Sevda mit ihren Eltern vor der Beerdigung spricht. Sie hätte sich mehr Unterstützung von ihnen erwartet, doch Emine ist der Ansicht, dass sie ihren Mann nicht verlassen sollte. Im Erdgeschoss des neuen Wohnhauses, gibt es eine Pizzeria und nachdem sich Sevda mit der Besitzerin anfreundet, beginnt sie dort als Kellnerin zu arbeiten. Nach zwei Jahren Arbeit übernimmt Sevda die Geschäftsführung, weil die Besitzerin in Pension geht. Ihsan ist anfangs dagegen, aber da er fristlos in der Fabrik gekündigt wird, bleibt ihm nichts anderes übrig, als Sevdas Plänen zuzustimmen. Die neue finanzielle Unabhängigkeit gibt Sevda die Möglichkeit, ihren Mann zu verlassen. Nach einem seiner Wutausbrüche lässt sie das Wohnungsschloss austauschen und lebt fortan alleine mit den Kindern. Als sie vom Tod ihres Vaters hört, bricht sie sofort zum Flughafen auf, um nach Istanbul zu fliegen. Sie verpasst den Flug, woraufhin sie zu spät zur Beerdigung kommt.
Peri
Peri ist das zweitjüngste Kind der Familie Yilmaz. Sie ist zum Germanistikstudium nach Frankfurt gezogen, wo sie seit fünf Jahren lebt, als Hüseyin stirbt. In Istanbul versucht sie, möglichst gefasst zu sein, um ihre Mutter und Ümit zu unterstützen, doch der plötzliche Tod des Vaters bringt auch Erinnerungen an den Suizid ihres ersten Freundes zurück. Als Peri ins Gymnasium ging, testete sie ihre Grenzen so gut es ging aus. Sie begann ihre Nachmittage bei ihrem Mitschüler Armin zu verbringen, unter dem Vorwand bei Freundinnen zu lernen. Armin wurde bald ihr fester Freund und zusammen mit ihm machte Peri erste Erfahrungen mit Drogen. Sie hält ihre Beziehung zu Armin geheim vor ihren Eltern, weswegen sie auch alleine in ihrer Depression ist, als dieser Selbstmord begeht. Das Germanistikstudium setzt Peri fort, doch in Frankfurt fühlt sie sich zunehmend einsam und hat suizidale Gedanken. Eines Abends begegnet sie in einer Bar Ciwan, mit dem sie von da an jeden Abend spazieren geht. Es entwickelt sich eine innige platonische Beziehung zwischen den beiden, auch wenn Ciwan nicht viel über sich preisgibt und sich körperlich distanziert hält. Angeregt durch Ciwan, der Kurde ist, hinterfragt Peri zum ersten Mal ihre Herkunft. Ihre Eltern haben vor langer Zeit aufgehört, Kurdisch miteinander zu sprechen und den Kindern die Sprache nie beigebracht. Die beiden führen viele politische Diskussionen, die Peri neue Perspektiven eröffnen. Langsam entwickelt sie Gefühle für Ciwan, doch als sie diesen zu sich nach Hause einlädt und ihn mit Fragen zu ihrer Beziehung konfrontiert, wird er verlegen. Ihre Freundschaft findet ein abruptes Ende, als Peri ihn darauf anspricht, dass er trans ist. Peri erzählt Ümit von ihrer Zeit mit Ciwan, als sie in Istanbul sind. Bis zu diesem Zeitpunkt hat sie nichts mehr von ihm gehört.
Hakan
Hakan ist der älteste Sohn der Familie, arbeitet selbstständig als Gebrauchtwagenhändler und wohnt mit seiner Freundin Lena in ihrer gemeinsamen Wohnung. Als er Nachricht von Hüseyins Tod bekommt, lügt Hakan sie an und sagt, dass sein Vater noch am Leben ist und sich einer Operation in der Türkei unterziehen muss. Dann macht er sich alleine mit dem Auto auf den Weg nach Istanbul. Auf dem Weg wird er von der Polizei aufgehalten, die ihm mit Vorurteilen und rassistischen Bemerkungen begegnen. Sie nehmen ihn mit auf die Wache, weil laut ihnen Verdacht auf Drogeneinfluss besteht. Durch diese Unterbrechung kommt Hakan zu spät für die Beerdigung in Istanbul an. Als er nach 30 Stunden Fahrt ankommt, sitzen alle Familienmitglieder betrübt in der Wohnung, ausgelaugt von der Beerdigung. Er beschließt kurzerhand, zu seinem ehemals besten Freund nach Antalya zu fahren und nimmt Peri, Ümit und Sevdas Kinder mit.
Emine
Emine ist überrumpelt vom plötzlichen Tod ihres Mannes Hüseyin. Nachdem Hakan die anderen Familienmitglieder nach Antalya mitgenommen hat, ist sie alleine mit Sevda in der Wohnung, die unter dem Vorwand geblieben ist, dass es noch etwas zwischen ihr und Emine zu klären gibt. Sie führen das erste Gespräch seit fünf Jahren und nachdem Sevda ihr erzählt hat, dass sie sich endgültig von ihrem Mann getrennt hat, beginnt auch Emine von ihrem Leben zu erzählen. Sie erzählt, dass sie vor Sevda schon ein Kind geboren hatte. Dieses wurde gegen ihren Willen als Baby an Hüseyins großen Bruder und dessen Frau gegeben, da diese keine Kinder bekommen konnten. Sie bezeichnet das Kind in der Erzählung immer nur als o, türkisch für er/sie/es. Nachdem ihre Schwägerin und ihr Schwager das Kind mit nach Österreich genommen hatten, verfiel Emine in eine Depression, die sich erst mit ihrer nächsten Schwangerschaft mildert. Doch Sevdas Geburt ist schwer und schmerzvoll, Emine trägt noch mehrere Monate Schäden davon. Sie vergleicht die beiden Kinder andauernd und trauert ihrem ersten Kind immer noch nach. Sie schließt die Erzählung ab, indem sie Sevda offenbart, dass ihr erstes Kind vor einigen Monaten bei einem Autounfall verstorben war und Ciwan hieß. Einige Monate zuvor hatte er Hüseyin vor der Arbeit abgepasst und ihm offenbart, dass er sein Kind ist. Hüseyin wusste nicht, wie er reagieren sollte und meinte er könne nicht mit zu ihm nach Hause kommen, da er seine Frau zuerst vorwarnen müsse. Hüseyin hat allerdings nie mit Emine darüber gesprochen und so erfuhr sie erst nach Ciwans Tod von dem Kennenlernen. Im Gespräch mit Sevda betont Emine, dass sie sich sicher ist, dass Ciwan bei ihnen behüteter aufgewachsen wäre, denn ihre Schwägerin hatte ihn verstoßen, als er sich als trans outete. Sevda ist nach dieser Erzählung wütend auf ihre Mutter und wirft ihr vor, dass es ihm mit ihnen als Eltern genauso ergangen wäre, dass sie ihm gegenüber auch nicht toleranter gewesen wären. Emine ist verletzt und weist jegliche Schuld von sich. Die beiden haben einen heftigen Streit und gehen in getrennte Zimmer, als plötzlich der Boden zu beben anfängt und die Wand Risse bekommt, es gibt ein Erdbeben. Durch den allwissenden Erzähler bekommt der Lesende noch einen letzten Einblick in Emines Gedanken, als sie stirbt, begraben unter den Trümmern der türkischen Wohnung.

## Form
Dschinns hat 368 Seiten und ist in sechs Abschnitte geteilt. Der Roman zählt zur Gattung des Generationenromans, da die Handlung von Figuren aus einer Familie, über mehrere Generationen hinweg, bestimmt wird. Jedes Kapitel widmet sich einem der sechs Familienmitglieder, beginnend mit Hüseyin, dem Vater und endend mit dem Abschnitt zu Emine, der Mutter. Die Kapitel über die beiden Elternteile sind in der 2. Person geschrieben. Der unbekannte, allwissende Erzähler adressiert dabei die Eltern direkt und spricht mit ihnen. Es wird darauf angespielt, dass es sich um eine Art Dschinn handelt. Im ersten Kapitel ist die Stimme bei Hüseyins Herzinfarkt anwesend und versichert dem Sterbenden, dass sie auf seine Familie aufpassen werde. Auch Emines letzte Gedanken erfahren wir durch die Stimme. In dieser Hinsicht ist zu diskutieren, inwiefern es sich um einen personalen oder auktorialen Erzähler im ersten und letzten Kapitel handelt, weil es sich ebenso um einen inneren Monolog im Rahmen einer personalen Erzählsituation handeln könnte. Die Anrede in der zweiten Person Singular schließt den personalen Erzähler nicht aus. Die restlichen Kapitel, die den Kindern gewidmet sind, werden in erlebter Rede erzählt und springen zwischen Erinnerungen an die Vergangenheit und den Geschehnissen der Gegenwart. Dass es sich beim ersten und letzten Kapitel um den gleichen Erzähler handelt, unterstützt die Struktur des Romans, die eine inhaltliche Rahmung umfasst, da der Vater im ersten Kapitel stirbt und die Mutter im letzten, während das Leben der Kinder dazwischen abgehandelt wird. Die Kapitel, die den lebenden Kindern von Hüseyin und Emine zugeordnet sind, laufen alle auf das letzte Kapitel zu und sind jeweils durch o. g. Rückblenden mit Binnenerzählungen versehen, so dass durch die Lektüre aller Kapitel erst der durch kurdische bzw. türkische Arbeitsmigration verstärke Generationenkonflikt deutlich wird.

## Rezeption
Aydemirs Romanprojekt wurde 2020 mit dem Robert-Gernhardt-Preis ausgezeichnet.
Der Roman wurde bei Erscheinen in vielen deutschen Medien rezipiert und war für den Deutschen Buchpreis 2022 nominiert. Weitgehend wird er von Kulturjournalistinnen und Journalisten positiv aufgefasst. So schreibt zum Beispiel Meike Fessmann von der Süddeutschen Zeitung, dass Dschinns ein „Wunderwerk an Präzision und Einfühlung“ ist. Auch Eva Thöne vom Spiegel schreibt, dass Aydemir einen „fast epischen Familienroman“ geschrieben hat, der viele Perspektiven miteinschließt. Ein weiterer Punkt, der in einigen Artikeln genannt wird, ist, dass sich Aydemir in dem Roman mit vielen politischen Themen auseinandersetzt. So schreibt Christoph Schröder vom Deutschlandfunk „es gibt kaum ein Schlagwort des aktuellen Diskurses, das Fatma Aydemir auslässt“. Obwohl er den Roman inhaltlich lobt, kritisiert er, dass der Roman keine gute Form aufweist und zu offensichtlich politisch Stellung bezieht. Auch Iris Radisch von der Zeit Online kritisiert, dass sich Dschinns an Klischees und Stereotypen über Deutschland bedient und dass sich der Roman dadurch in „gesinnungsästhetischen Manövern“ verliert.
Der Roman wurde u. a. ins Arabische, Bosnische, Englische, Finnische, Französische, Italienische, Kroatische, Polnische, Spanische übersetzt.

## Theateradaptionen
Im Juli 2022 fand die Uraufführung der Theateradaption in einer Fassung von Theaterregisseurin Selen Kara am Nationaltheater Mannheim statt.
Im Februar 2023 feierte eine Bühnenbearbeitung des Stoffes unter der Regie von Nurkan Erpulat am Berliner Maxim Gorki Theater Premiere. Im September 2023 wurde die Inszenierung mit dem Friedrich-Luft-Preis für die beste Theaterinszenierung im Raum Berlin und Potsdam ausgezeichnet.
Am Düsseldorfer Schauspielhaus wurde im September 2023 eine Bühnenfassung von Birgit Lengers uraufgeführt, gespielt von Laiendarstellern des Stadt:Kollektiv. Regie führte Bassam Ghazi.
Der NDR veröffentlichte im Juni 2024 eine Hörspieladaption in sechs Kapiteln in der ARD Audiothek, die der Theaterfassung von Selen Kara für das Nationaltheater Mannheim folgt. Die Hauptrollen werden von Şiir Eloğlu (Dschinn), Vedat Erincin (Hüseyin), Aysima Ergün (Sevda), Caner Sunar (Ümit), Hassan Akkouch (Hakan), Soma Pysall (Peri), Lilay Huser (Emine) und Lukas von Horbatschewsky (Ciwan) gespielt. Regie führte Florian Fischer und die Komposition stammt von Schneider TM. Die Produktion wurde mit dem Deutschen Hörbuchpreis 2025 in der Kategorie "Bestes Hörspiel" ausgezeichnet.

## Zitat
„Vielleicht sind das die Dschinns, die Wahrheiten, die immer da sind, die immer im Raum stehen, ob man will oder nicht, aber die man nicht ausspricht, in der Hoffnung, dass sie einen dann in Ruhe lassen, dass sie im Verborgenen bleiben für immer.“

## Ausgaben
- Erstausgabe: Dschinns. Carl Hanser Verlag, München 2022, ISBN 978-3-446-26914-9.
- E-Book: Dschinns. Carl Hanser Verlag, München 2022, ISBN 978-3-446-27333-7.
- Audiobook: Dschinns. Ungekürzte Lesung mit Sesede Terziyan. Der Audio Verlag, Berlin 2022, ISBN 978-3-7424-2269-9 (1 CD), ISBN 978-3-7424-2269-9 (MP3).
- Hörspiel: Dschinns. Hörspieladaption[20][21] basierend auf der Theaterfassung von Selen Kara, eingerichtet von Florian Fischer. NDR Kultur für die ARD Audiothek 2024.